# الحزب الأزرق

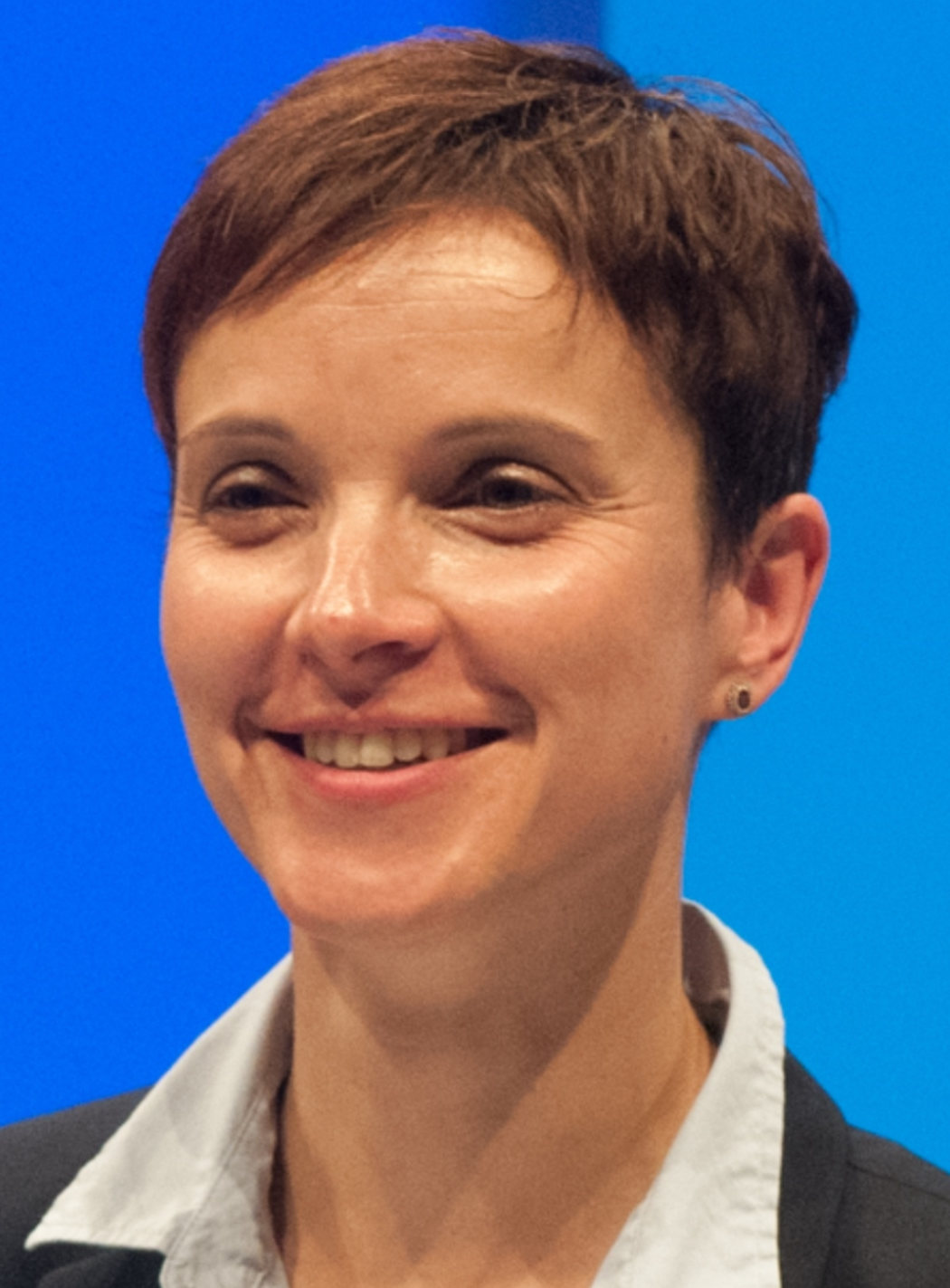
زعيمة الحزب

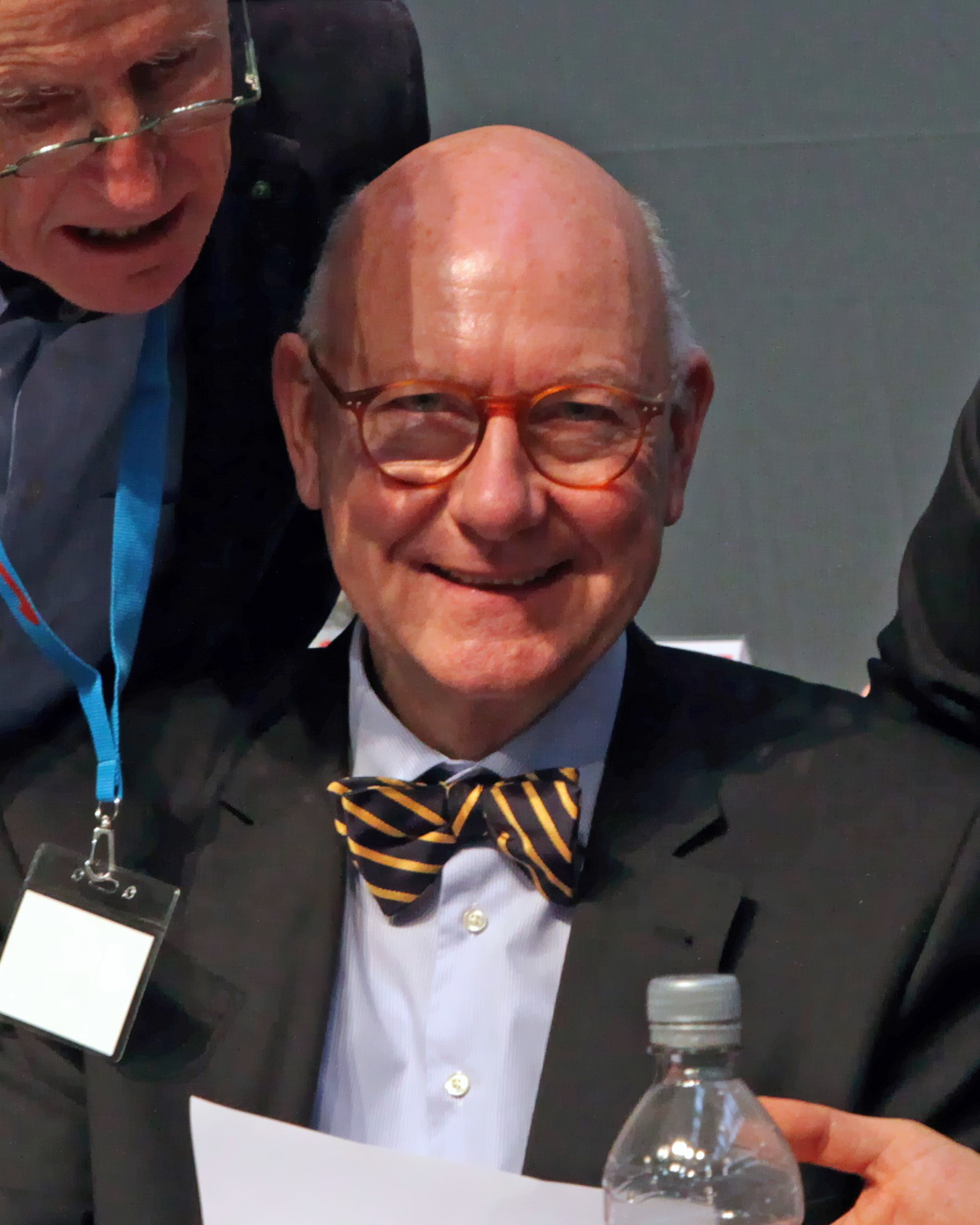
ميشائيل موستر عام 2014

الحزب الأزرق (بالألمانية: Die blaue Partei) هو حزب ألماني صغير شرعت في تأسيسه فراوكه بيتري المتحدثة الرسمية السابقة باسم حزب البديل من أجل ألمانيا ( AfD )، و يُشار للحزب أيضًا باسم الزرق (Die Blauen). لم يخوض الحزب حتى الآن أية انتخابات للبرلمان الألماني ولكن يتم يمثله بعض السياسين الذين لديهم ولاية في البرلمان الألماني و برلمانات الولايات والبرلمان الأوروبي.

## حل الحزب
بعد الهزيمة الانتخابية للحزب في ولاية ساكسونيا  وتورينغين، أعلنت مؤسسة الحزب فراوكه بيتري انه سيتم حل الحزب بنهاية عام 2019، وقد صرحت بأن الناخبين في الولايتين السابق ذكرهما رفضوا برنامج الحزب الانتخابي و أهدافه، كما أعلنت أنها ستنسحب من الحياة السياسية أيضاً، وقد اُنتخب الحزب ببنسبة ضئيلة جدا من الناخبين، تقدر بـ0.4 % في ولاية ساكسونيا و0.1 % في تورينغن.

## وصلات خارجية
- الصفحة الرسمية للحزب الأزرق الألماني